# زیر آب (فیلم ۲۰۰۵)
زیر آب (به انگلیسی: Submerged) یک فیلم اکشن آمریکایی به کارگردانی آنتونی هیکاکس محصول سال ۲۰۰۵ با بازی استیون سیگال، ویلیام هوپ، وینی جونز و کریستین آدامز است. این فیلم در ۳۱ مهٔ ۲۰۰۵ به صورت ویدئویی منتشر شد.

## بازیگران اصلی
- استیون سیگال در نقش کریس کودی
- ویلیام هوپ ... عامل فلچر
- وینی جونز ... هنری
- کریستین آدامز به عنوان دکتر سوزان چپپل
- نیک بریمبل به عنوان دکتر آدریان لاهد
- آلیسون کینگ
- PH Moriarty به عنوان رئیس
- گری دنیلز به عنوان سرهنگ شارپ
- راس مک‌کال به عنوان پلودن
- استفان تیلور به عنوان لوئیس
- پیتر یانگبلاد هیلز
- آدام فوگرتی به عنوان اوهرن
- کریس هیزلوود به عنوان هاردینگ
- نیکولای ساتیفوف به عنوان سرهنگ جورج هیلان
- ویلیام تلیلی به عنوان سفیر رون هیگینز [۲][۳]

## داستان
کریس یکی از بهترین مزدورهای جهان است که به تازگی از زندان آزاد شده است. وی در فکر انتقام از یک گروه تروریستی که بسیار خطرناک‌اند است…